# Compte à rebours : quatre touristes dans l'espace
Compte à rebours : quatre touristes dans l’espace (en anglais : Countdown: Inspiration4 Mission to Space) est une mini-série documentaire en cinq épisodes diffusée par Netflix qui documente la sélection, l'entraînement et le vol des astronautes de la mission Inspiration4.

## Conception et annonce
Netflix a confirmé la production de la série documentaire sur la première mission orbitale entièrement civile sur son compte Twitter le 3 août 2021. Le compte Twitter d'Inspiration4 a ajouté son propre commentaire à l'annonce de Netflix le lendemain, en déclarant : « Nous sommes impatients de regarder Compte à rebours : quatre touristes dans l’espace sur @netflix, couvrant le voyage passionnant et hors de ce monde de notre équipage ». La série a été conçue pour suivre le processus de recrutement, la préparation et, en temps quasi réel si possible, le lancement du premier vol orbital entièrement civil, qui serait accompli par la société d'Elon Musk SpaceX,. Le documentaire a été coproduit par Time Studios et est réalisé par Jason Hehir, créateur de la série documentaire sur le basket-ball 2020 sur Michael Jordan,The Last Dance.
La décision de Netflix de coproduire le documentaire est intervenue quelques semaines après que deux autres vols spatiaux suborbitaux de passagers milliardaires ont été lancés et atterris en toute sécurité en juillet : le vol du VSS Unity de Virgin Galactic, embarquant notamment son propriétaire Richard Branson, et le vol New Shepard de Blue Origin, embarquant également son propriétaire Jeff Bezos. Selon The Verge, Netflix prévoyait également de sortir un « live hybride -action d'animation spéciale pour les enfants et les familles » à propos d'Inspiration4 la veille du lancement.
Pour Netflix, Inspiration4 représente un nouveau passage à la production documentaire en temps quasi réel. Le lancement était prévu pour le 15 septembre et le plan était que Netflix publie deux paires d'épisodes à ce sujet les 6 et 13 septembre. La conclusion de la série était prévue pour le 30 septembre, en supposant que le lancement se déroule selon son calendrier d'origine. Il a été rapporté par Deadline Hollywood que « La série à rebondissements emmènera les téléspectateurs dans les coulisses avec les quatre membres d'équipage - de leur sélection non conventionnelle et une formation intensive d'astronautes commerciaux d'une durée de plusieurs mois, à travers les moments intimes et émotionnels qui ont précédé le décollage », et que « le dernier épisode, qui débutera quelques jours seulement après la fin de la mission, offrira un accès sans précédent à l'intérieur du vaisseau spatial, capturant le lancement et l'équipage. »,.

## Production
Le projet a commencé en janvier avant l'annonce de la mission spatiale. L'équipe Inspiration4 n'avait pas encore choisi les astronautes, la série était donc en mesure de capturer chaque étape du processus de recrutement et de formation. Le réalisateur Jason Hehir a déclaré que c'était « tourné alors que le moment historique se déroule ; le temps est l'essence de la chose ». Cooper, a déclaré « Vous menez le message et l'histoire là où les gens y sont le plus intéressés ».
Hehir a déclaré qu'il s'agissait du plan de production le plus complexe auquel il ait jamais participé, et que documenter différents membres d'équipage s'entraînant à différents moments dans différents fuseaux horaires, tout en travaillant à un lancement spatial, était « une tâche assez ardue », et que « Il s'agit d'une production plus ambitieuse que tout ce dont j'ai jamais fait partie, à plusieurs niveaux. ». Il a également indiqué « qu'il s'agit d'une véritable mission dans l'espace... des gens ordinaires exploiteront un vaisseau spatial pendant trois jours alors qu'il orbite autour de la Terre, plus haut que quiconque depuis les missions Apollo... l'ambition de ceci est inspirante. ».
Le commandant de la mission, Jared Isaacman, a déclaré : « Je pense que nous avons tous perdu la trace du fait qu'il y avait un documentaire réalisé tout au long de tout cela. pendant une seconde, au cours des cinq derniers mois environ, pour simplement réfléchir à tous ces jalons importants. Nous sommes donc heureux de le faire pour nous. Nous sommes si heureux qu'ils le fassent pour tout le monde... Parce que, c'est ce qu'est censé être Inspiration4 : inspirer les gens... et je pense que cela sera exploré de manière assez détaillée tout au long du documentaire. »
Les astronautes de la mission Polaris Dawn apparaissent dans la série, car ils ont tous été impliqués dans la préparation et l'exécution d'Inspiration4.

## Épisodes
| № | Titre           | Réalisation | Première diffusion                    | Durée (en minutes) |
| --- | --------------- | ----------- | ------------------------------------- | ------------------ |
| 1 | Épisode I       | Jason Hehir | Monde : 3 septembre 2021 sur Netflix  | 45                 |
| Les préparatifs commencent pour la mission d'envoyer quatre civils en orbite, et ses objectifs caritatifs ont conduit une survivante du cancer de 29 ans à rejoindre l'équipage.       |                 |             |                                       |                    |
| 2 | Épisode II      | Jason Hehir | Monde : 3 septembre 2021 sur Netflix  | 45                 |
| Les principes de générosité et de prospérité guident la sélection des deux derniers membres d'équipage. L'excitation pour le vol monte en puissance, mais l'anxiété persiste.          |                 |             |                                       |                    |
| 3 | Épisode III     | Jason Hehir | Monde : 10 septembre 2021 sur Netflix | 47                 |
| Au début de l'entraînement, les membres d'équipage traitent les exigences physiques, mentales et techniques qui leur sont imposées. Une ascension du mont Rainier les met à l'épreuve. |                 |             |                                       |                    |
| 4 | Épisode IV      | Jason Hehir | Monde : 10 septembre 2021 sur Netflix | 38                 |
| Un vol en avion de chasse prépare l'équipage aux forces g des vols spatiaux. Hayley, Sian et Chris racontent les émotions qu'ils ressentent à l'approche du lancement.                 |                 |             |                                       |                    |
| 5 | Épisode spécial |             | Monde : 15 septembre 2021 sur YouTube | 95                 |
| Retransmission du lancement. L'animation est assurée par Soledad O'Brien et Karamo Brown.                                                                                              |                 |             |                                       |                    |
| 6 | Épisode V       | Jason Hehir | Monde : 30 septembre 2021 sur Netflix | 67                 |
| L'équipage arrive au Centre Spatial Kennedy et est lancé pour sa mission de trois jours, à l'issue de laquelle il amerrit dans l'Océan Atlantique.                                     |                 |             |                                       |                    |